# Pitch Black Forecast
Pitch Black Forecast è una band metalcore formata nel 2007 da Jason Popson, ex-frontman dei Mushroomhead, e Gene Hoglan, ex-batterista degli Strapping Young Lad. Si sono formati in Ohio nel gennaio 2007. Hanno pubblicato il loro album di debutto nel 2008 intitolato Absentee con contributi da parte di Randy Blythe, frontman dei Lamb of God, e dei The Human Furnace di Ringworm.

## Gli inizi
Gene e Jason si sono incontrati nel 2004, quando Jason vendeva t-shirt dei Meshuggah mentre questi erano in tour con gli Strapping Young Lad. Jason si stava prendendo una pausa dal tour con i Mushroomhead, dove era conosciuto come J Mann; non aveva mai detto di essere il cantante dei Mushroomhead, cosa che Gene scoprì solo al termine del tour.
Originariamente il gruppo doveva essere simile ai Probot, con Jason Popson cantante e vari chitarristi e percussionisti. Quando Jason è stato finalmente pronto a registrare, però, l'unico che non era stato occupato era Gene. Nel gennaio 2007 Gene volò in Ohio, e lui e Jason scrissero e registrarono l'album Absentee in dieci giorni. Bill Korecky aveva coinvolto il chitarrista Reinard Rob; fu chiamato anche il bassista Craig Martini, che Jason conosceva per aver suonato con lui negli Alter Boys.
Poco dopo aver terminato la registrazione di Absentee, Craig Martini lasciò la band per motivi sconosciuti e fu sostituito da Steve Rauckhorst, che Jason aveva conosciuto in precedenza negli Integrity. Si esibirono nel loro primo spettacolo in quasi sei mesi a Cleveland.
Nell'aprile 2009 era in corso di registrazione il loro nuovo album, presso i Galahad Studios, con Tom Shaffner. Il 5 maggio i Pitch Black Forecast hanno annunciato che Shaffner sarebbe stato il loro nuovo secondo chitarrista. Hanno inoltre annunciato che avrebbero presto iniziato a registrare la chitarra e basso ai Galahad Studios e che avevano già scelto dodici canzoni per l'album.

## Discografia
- 2008 - Absentee
- 2014 - As the World Burns

## Formazione

### Formazione attuale
- Jason Popson - voce (2006-oggi)
- Gene Hoglan - batteria (2006-oggi)
- Rob Reinard - chitarra (2007-oggi)
- Steve Rauckhorst - basso (2008-oggi)
- Tom Shaffner - chitarra (2009-oggi)

### Ex componenti
- Craig Martini - basso (2007-2008)